# Samuli Miettinen
Samuli Miettinen né le 16 juin 2004 à Kuopio en Finlande, est un footballeur finlandais. Il évolue au poste de défenseur central au KuPS Kuopio.

## Biographie

### En club
Né à Kuopio en Finlande, Samuli Miettinen est notamment formé par le club local du KuPS Kuopio. Il joue son premier match en première division finlandaise le 12 mai 2022 face au FC Haka. Il entre en jeu et son équipe s'impose par deux buts à un.
Il est prêté lors de la saison 2022-2023 en Italie, à la Sampdoria Gênes où il joue avec la Primavera.
Il fait ensuite son retour au KuPS Kuopio. Le 16 novembre 2023, Miettinen prolonge son contrat avec KuPS, étant alors lié au club jusqu'en décembre 2023.
Il est sacré Champion de Finlande en 2024, participant ainsi au septième titre de l'histoire du club,.

### En sélection
Samuli Miettinen est sélectionné avec l'équipe de Finlande des moins de 18 ans entre 2021 et 2022. Il joue en tout cinq matchs avec cette sélection.
Miettinen joue son premier match avec l'équipe de Finlande espoirs le 6 septembre 2024 contre l'Arménie. Il entre en jeu et son équipe s'impose par trois buts à un.

## Palmarès
KuPS Kuopio
- Champion de Finlande (1) :
  - Champion : 2024.